# 一ノ関駅

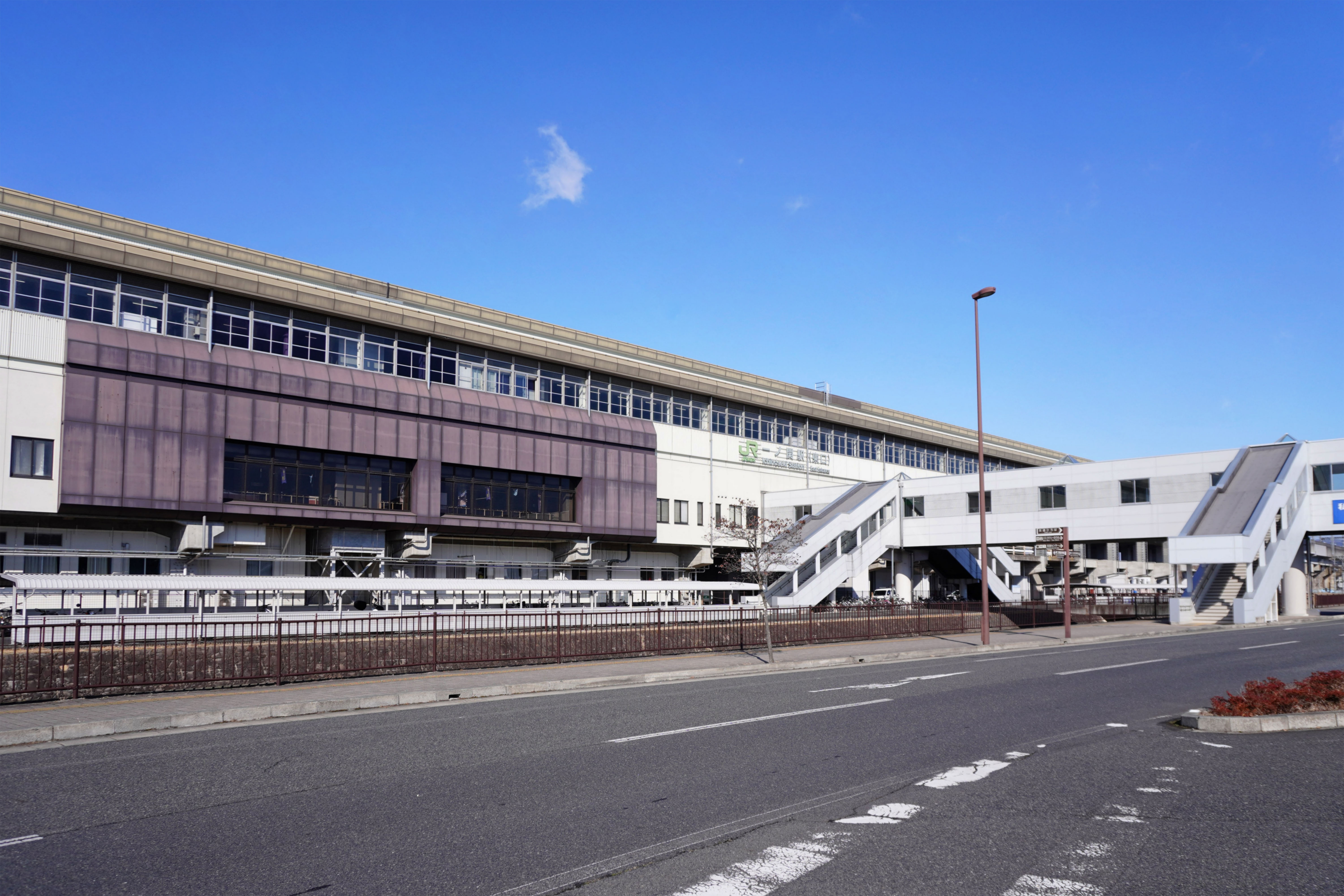
東口（2024年2月）

一ノ関駅（いちのせきえき）は、岩手県一関市駅前にある、東日本旅客鉄道（JR東日本）・日本貨物鉄道（JR貨物）の駅。
東北新幹線と、在来線の東北本線および大船渡線が乗り入れており、接続駅となっている。駅近傍には一ノ関統括センター（旧一ノ関運輸区）の車両基地が設置される。事務管コードは▲211005を使用している。
市名は「一関」だが、駅名は「一ノ関」でカタカナの「ノ」が入っている（読みはともに「いちのせき」）。

## 乗り入れ路線
- 東北新幹線
- 東北本線 - 所属線[4]。JR貨物の第二種鉄道事業路線でもある。
- 大船渡線 - 当駅が起点

東北本線は当駅を境に仙台面と盛岡方面で運転系統が完全に分離されており、臨時列車を除き、当駅を跨いで運行する旅客列車は無い。また、運用される701系電車は、当駅を境に車体側面に貼付されているラインカラーの異なる車両が運行されている。
いわて銀河鉄道線との連絡運輸は、東北本線東京方では、当駅までが発売範囲である（一部の通過連絡運輸を除く）。

## 歴史
- 1890年（明治23年）
  - 4月16日：日本鉄道の駅として開業する[2]（一般駅）[4]。
  - 4月26日：「あべちう」の構内営業が許可される。
- 1897年（明治30年）4月1日：「斎藤松月堂」の構内営業が許可される。
- 1906年（明治39年）11月1日：日本鉄道が国有化され、国有鉄道の駅となる[4]。
- 1909年（明治42年）10月12日：線路名称が制定され、東北本線所属駅となる。
- 1925年（大正14年）7月26日：大船渡線が開業する[6]。
- 1945年（昭和20年）8月10日：米軍艦載機（グラマン F6F）が襲来し、駅とその周辺に爆弾を投下。この空襲により、駅構内の防空壕に避難していた駅職員33名のうち25名が直撃を受け死亡。ほか鉄道車両の下に身を隠していた駅員3名が爆風により死亡した。駅前の派出所にいた警官1名が爆風で死亡。一関町内ではこの日30名の戦災死者を出したが、うち29名は一ノ関駅とその周辺で被害を受けた[7]。
- 1947年（昭和22年）8月7日：昭和天皇の戦後巡幸がありお召し列車が停車。天皇が下車して駅前奉迎が行われた[8]。
- 1948年（昭和23年）9月16日：アイオン台風による風水害。構内に停車中のD51103が横転[9]。
- 1960年（昭和35年）10月10日：一ノ関管理所管理下となる。
- 1967年（昭和42年）7月1日：みどりの窓口を設置する。
- 1968年（昭和43年）7月10日：一ノ関管理所から分離し、北上運輸長管轄となる。
- 1969年（昭和44年）2月10日：北上運輸長が廃止され、一ノ関運輸長管轄となる。
- 1970年（昭和45年）3月31日：鉄筋コンクリート造2階建て駅舎に改築[新聞 1]。
- 1971年（昭和46年）2月1日：一ノ関駅旅客営業センターを設置する。
- 1982年（昭和57年）6月23日：東北新幹線が開業する[10]。
- 1984年（昭和59年）2月1日：貨物の取り扱いを廃止する[4]。
- 1986年（昭和61年）11月1日：荷物の取り扱いを廃止する[4]。
- 1987年（昭和62年）
  - 3月31日：貨物の取り扱いを名目上再開する[4]（ただし、以降の取り扱い実績はない）。
  - 4月1日：国鉄分割民営化に伴い、JR東日本・JR貨物の駅となる[4]。
- 1991年（平成3年）11月6日：駅旅行センターをびゅうプラザに名称変更[新聞 2]。
- 1999年（平成11年）2月10日：新幹線改札口に自動改札機を設置し、使用を開始[11]。
- 2004年（平成16年）3月30日：東口を開設する[新聞 3]。
- 2006年（平成18年）
  - 3月1日：西口在来線改札口に自動改札機を設置する[新聞 4]。
  - 3月10日：待合所を改装[新聞 4]。
- 2014年（平成26年）4月1日：東北本線でICカード「Suica」の一部サービスが利用可能となる[報道 1]。
- 2015年（平成27年）12月1日：水沢駅の業務委託化に伴い、陸中折居駅および水沢駅の管理業務が当駅に移管される。
- 2018年（平成30年）9月1日：びゅうプラザがびゅうトラベルサービスに委託。
- 2019年（平成31年）3月20日：新幹線ホームの発車メロディを「夕暮れ時はさびしそう」に変更[報道 2][新聞 5]。
- 2020年（令和2年）3月14日：新幹線eチケットサービス開始[報道 3]。
- 2021年（令和3年）
  - 3月13日：タッチでGo!新幹線のサービスを開始[報道 4]。
  - 3月31日：びゅうプラザの営業を終了[報道 5]。
  - 12月21日：ブース型シェアオフィス「STATION BOOTH」が開業[報道 6][新聞 6]。
- 2023年（令和5年）3月18日：一ノ関運輸区（乗務員）・一ノ関地区センターと融合し、一ノ関統括センターが発足。一ノ関駅長・一ノ関地区駅長は一ノ関統括センター所長が兼務となる。
- 2024年（令和6年）10月1日：えきねっとQチケのサービスを開始[1][報道 7]。

## 駅構造
一ノ関統括センター所在駅。直営駅であり、管理駅として、東北本線の油島駅 - 水沢駅間の各駅、大船渡線の真滝駅 - 摺沢駅間の各駅を管理している。また、当駅構内の信号は駅扱いのため、信号扱いを行う一ノ関駅輸送本部が2・3番線の東京方に設置されている。

### 在来線

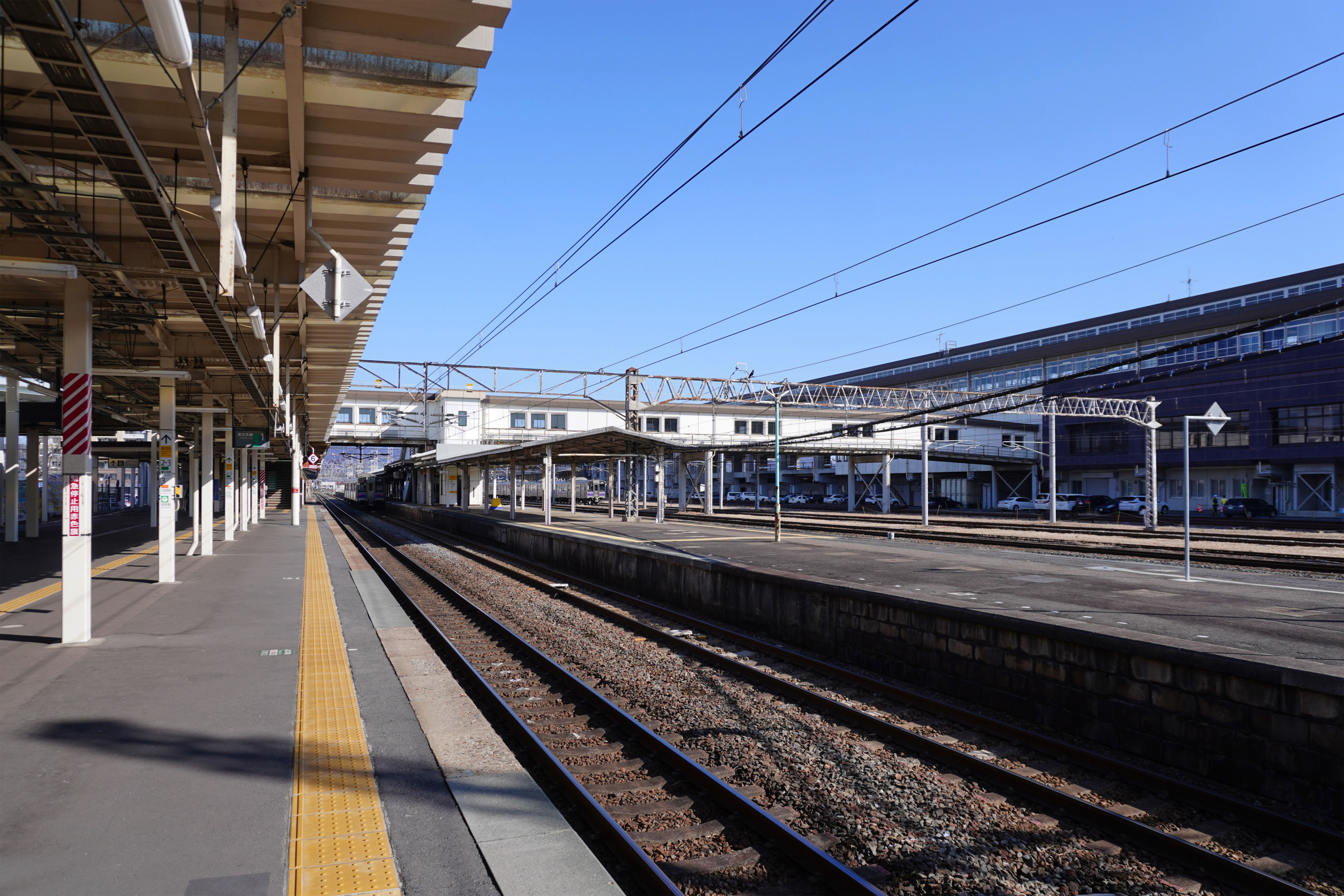
在来線ホーム（2024年2月）

単式ホーム1面1線と島式ホーム1面2線、合計2面3線を有する地上駅（橋上駅）である。1番線が東北本線下り本線（下本）、2番線が東北本線上り本線（上本）、3番線が大船渡線本線（大本）となっている。この他、3番線の奥にホームがない上1 - 上3番線があり貨物列車が上下とも使用しているほか、その奥は列車留置線となっている。東側に盛岡車両センター一ノ関派出所が併設されているが、派出所構内は非電化のため気動車やディーゼル機関車のみの入区となる。
朝晩と臨時列車の例外を除き、基本的に1番線から東北本線仙台方面、2番線から東北本線盛岡方面、3番線から大船渡線気仙沼方面が発着する。
1番線にはかつて駅弁販売業者の「あべちう」による立ち食いそば屋があったが、現在は閉店し店舗も撤去されている。以前は日中同社がワゴンによる駅弁の立ち売りを行っていた。

#### のりば
| 番線 | 路線      | 方向 | 行先                   | 備考               |
| ---- | --------- | ---- | ---------------------- | ------------------ |
| 1    | ■東北本線 | 上り | 小牛田・塩釜方面       | 一部列車は2番線    |
| 2    | ■東北本線 | 下り | 花巻・盛岡方面         | 一部列車は1・3番線 |
| 3    | ■大船渡線 | 下り | 猊鼻渓・気仙沼・盛方面 |                    |

### 新幹線
相対式ホーム2面2線を有する高架駅である。ホームは副本線（待避線）に設けられており、中央の2線（本線）は通過線となっている。
改札内の新幹線のりかえ口にみどりの窓口（JR東日本東北総合サービスに委託）、指定席券売機、自動改札機（新幹線eチケットサービス、タッチでGo!新幹線、えきねっとQチケ対応）がある。また、新幹線コンコース内にはNewDaysと駅弁屋がある。かつては12番線ホーム上にもキヨスクと駅弁屋（NRE委託営業）があったが、現在は閉店している。

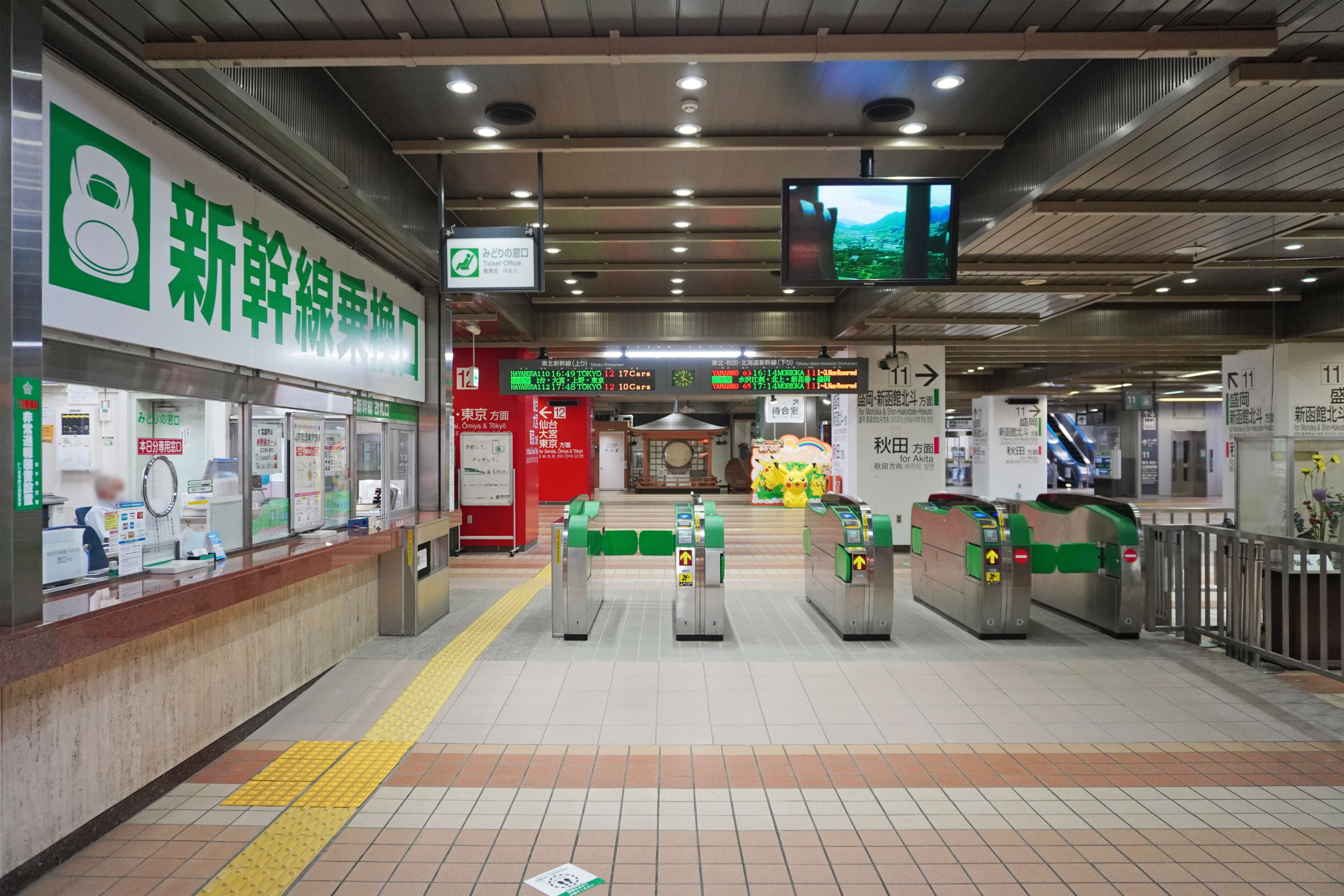
新幹線のりかえ口（2023年5月）
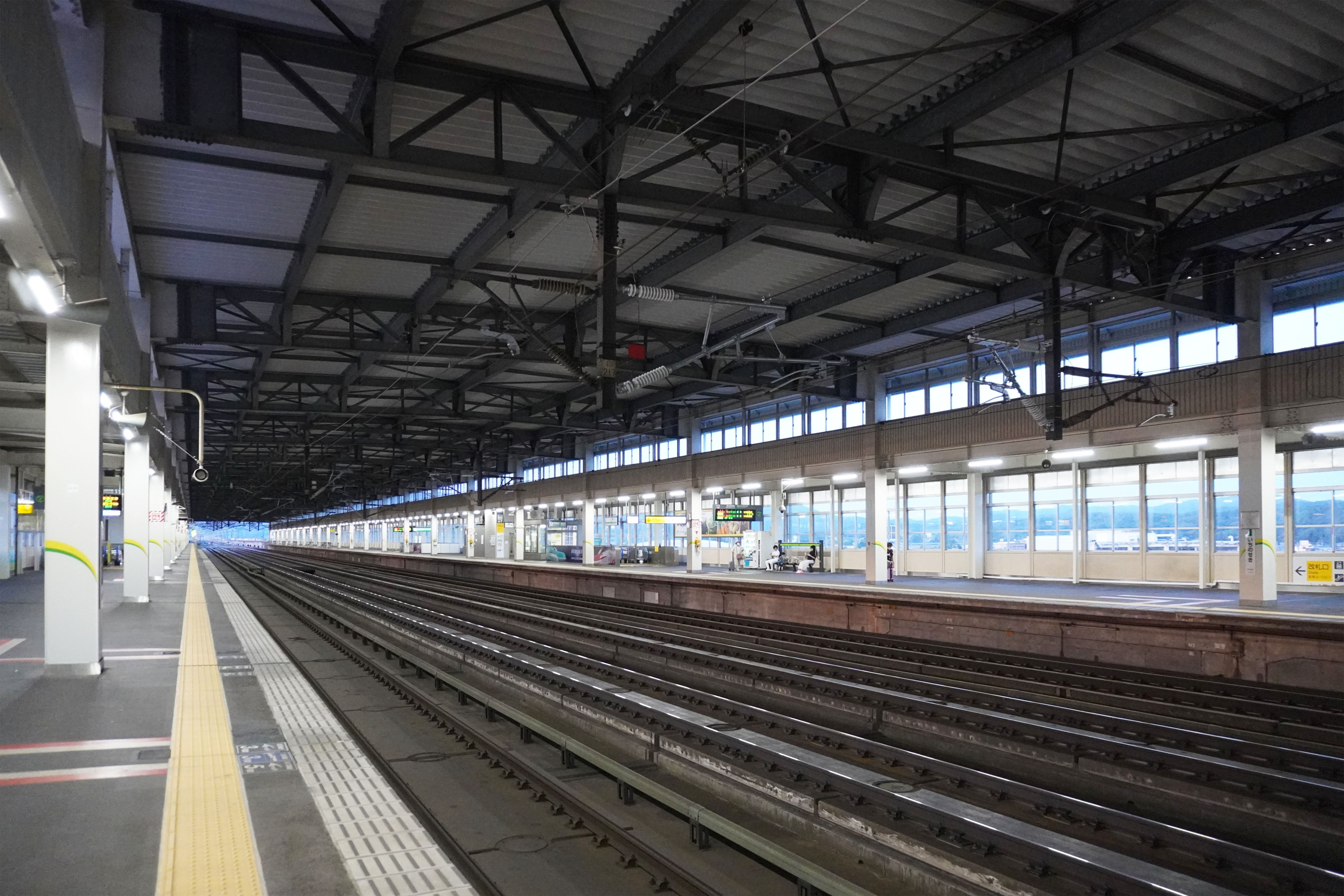
新幹線ホーム（2023年6月）

#### のりば
| 番線 | 路線                     | 方向 | 行先                               |
| ---- | ------------------------ | ---- | ---------------------------------- |
| 11   | 東北・秋田・北海道新幹線 | 下り | 盛岡・新青森・秋田・新函館北斗方面 |
| 12   | 東北新幹線               | 上り | 仙台・大宮・東京方面               |

#### 発車メロディ
2019年（平成31年）3月20日より従来のベルに代わって、メンバー全員が一関工業高等専門学校出身であるNSPの代表曲「夕暮れ時はさびしそう」をアレンジしたものを発車メロディとして使用している。これは当時一関市長だった勝部修が、東京出張の際に乗り換えのため利用した仙台駅で新幹線ホームの発車メロディ「青葉城恋唄」を聞いたことをきっかけに考案したもので、2018年（平成30年）秋から市と一関市拠点駅推進協議会が、NSPのメンバーの平賀和人の協力のもとJR東日本盛岡支社と協議を行い実現した。メロディの制作は盛岡市の映像・音楽制作会社「エスピー」が担当し、同社代表取締役の姉帯俊之が編曲を手掛けた。当初は2019年（令和元年）6月30日までの限定使用の予定となっていたが、翌7月1日以降も継続して使用されている。

### 改札口
改札口は西口と東口の2箇所に設置されている。
西口は駅の正面口にあたる役割を持つ。終日駅員が配置されており、みどりの窓口、指定席券売機、自動券売機、待合室がある。待合室内には「ぐるっと遊」（JR東日本東北総合サービスが運営）、コンビニエンスストア（NewDays）、立ち食いそば店（斎藤松月堂が運営、駅弁販売所を併設）がある。このほか、改札外にVIEW ALTTE、駅レンタカー営業所、NEWDAYS（JR東日本東北総合サービスが運営）がある。
2006年（平成18年）より西口在来線改札口に自動改札機が導入された（Suica、えきねっとQチケ対応）。2014年（平成26年）4月1日より、東北本線に限りSuicaの一部サービスが利用可能となった。
東口の業務はJR東日本東北総合サービスに委託している。終日駅員が配置されているが、旅客向けの駅設備としてはみどりの窓口と自動券売機があるのみである。Suicaは簡易改札機による対応となる。

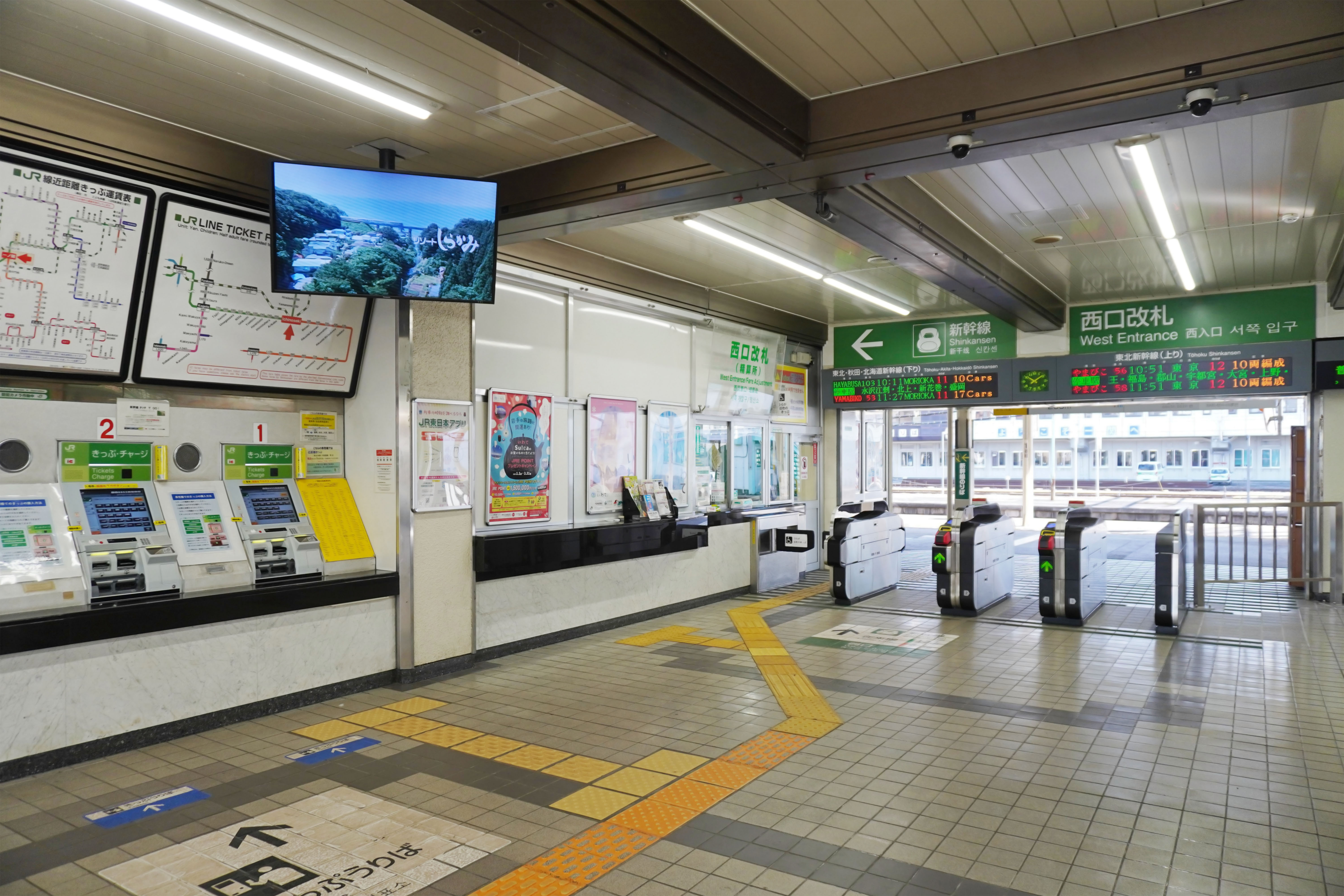
西口改札（2024年2月）
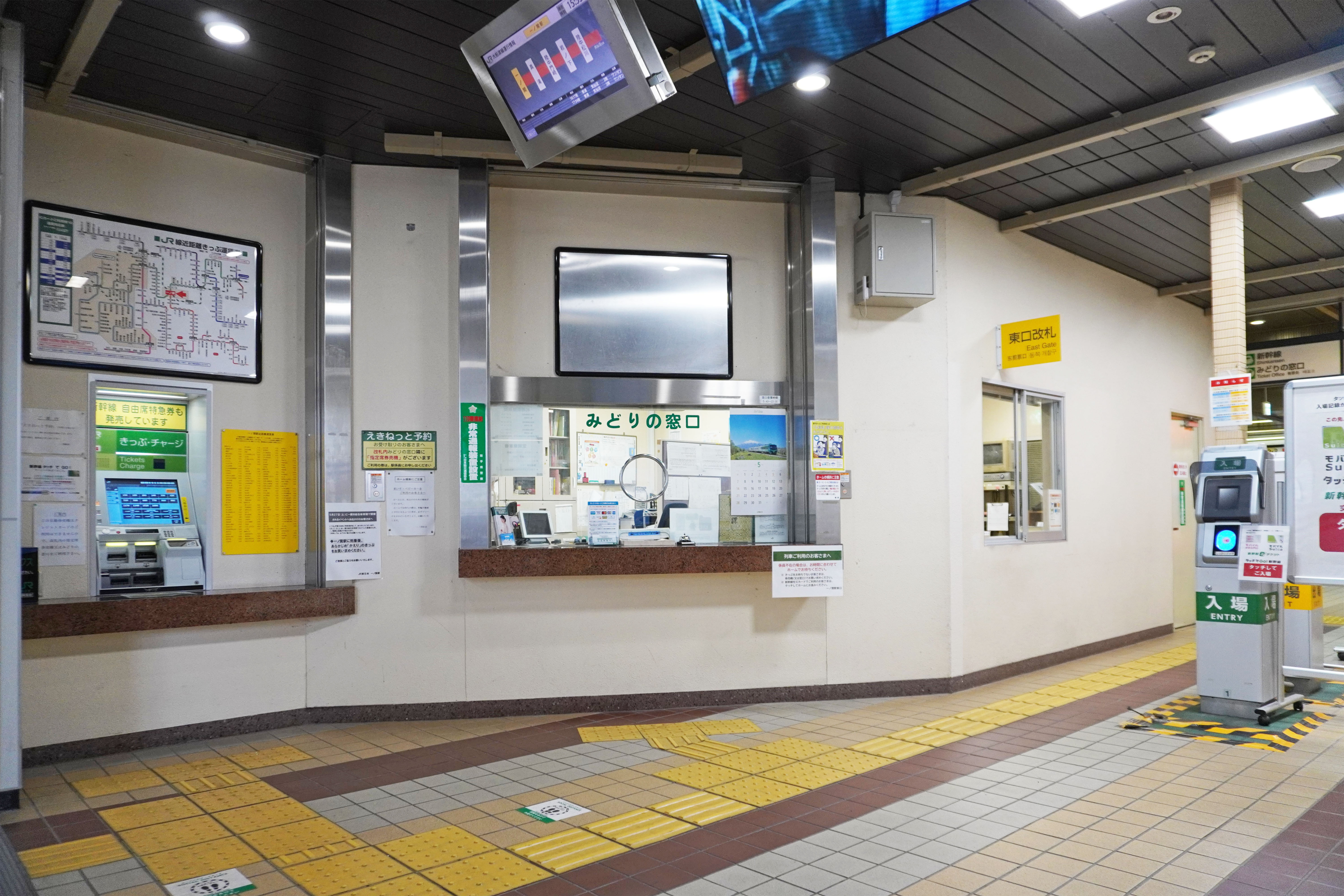
東口改札（2023年5月）

## 貨物取扱
現在、JR貨物の駅は車扱貨物の臨時取り扱い駅となっており、貨物列車の発着はない。貨物施設はなく、専用線も当駅には接続していない。
国鉄時代の、1984年（昭和59年）2月1日に、当駅での貨物取り扱いは廃止されたが、民営化直前に、名目上再開された。それ以来、貨物列車は発着していないままである。廃止される前は、駅舎の北側などに有蓋車用の車扱貨物ホームが存在していた。

## 駅弁

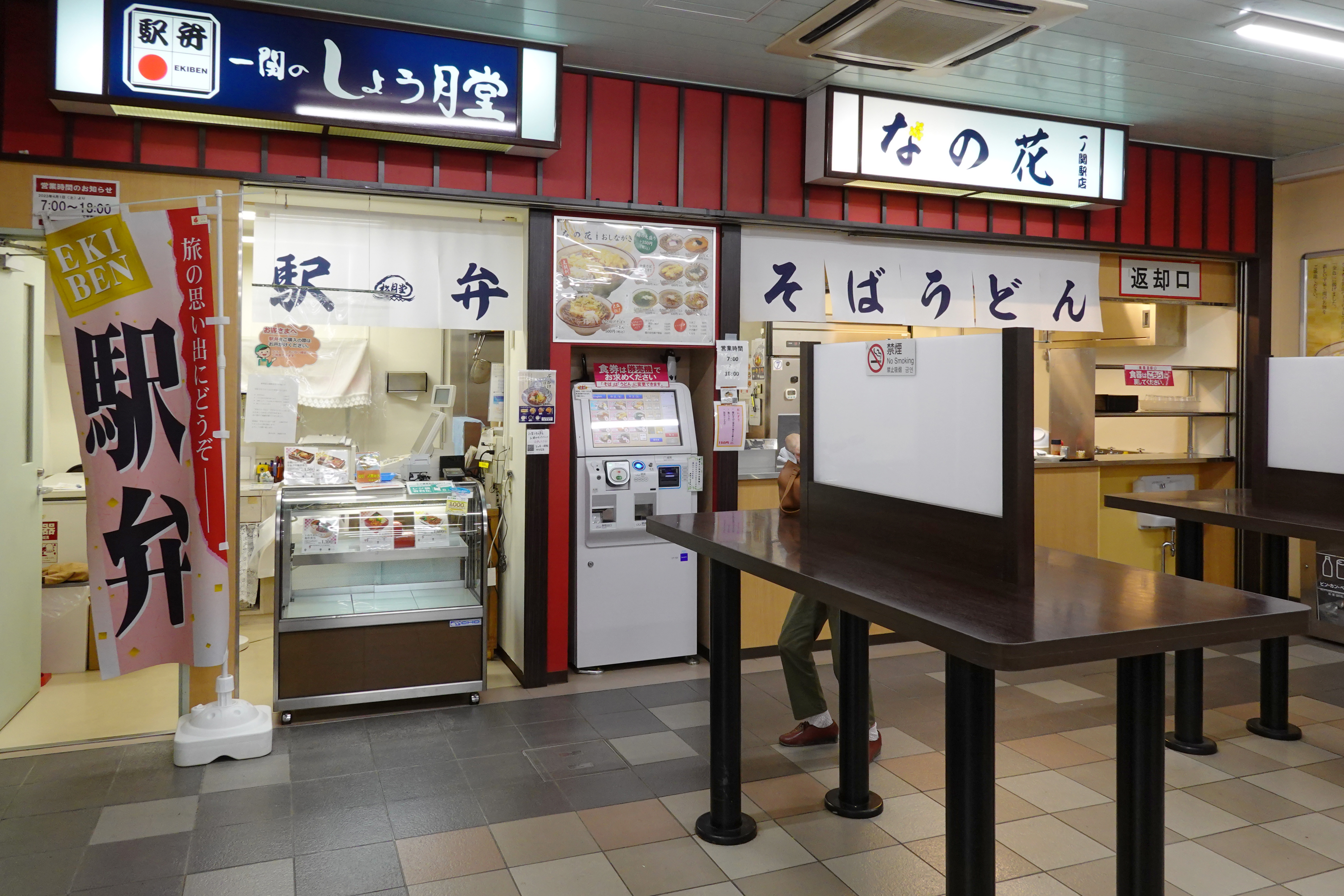
駅弁「一関のしょう月堂」

主な駅弁は下記の通り。
- 平泉うにほたて重
- いわてあぶり焼き和牛弁当

## 利用状況
JR東日本によると、2023年度（令和5年度）の1日平均乗車人員は3,915人である。また、新幹線の1日平均乗車人員は2,024人である。
2000年度（平成12年度）以降の推移は以下のとおりである。
| 1日平均乗車人員推移 | 1日平均乗車人員推移 | 1日平均乗車人員推移 | 1日平均乗車人員推移 | 1日平均乗車人員推移 | 1日平均乗車人員推移 | 1日平均乗車人員推移 | 1日平均乗車人員推移 | 1日平均乗車人員推移           |
| 年度                | 計                  | 計                  | 計                  | 新幹線              | 新幹線              | 新幹線              | 新幹線              | 出典                          |
| 年度                | 定期外              | 定期                | 合計                | 定期外              | 定期                | 合計                | 前年度比            | 出典                          |
| ------------------- | ------------------- | ------------------- | ------------------- | ------------------- | ------------------- | ------------------- | ------------------- | ----------------------------- |
| 2000年（平成12年）  |                     |                     | 5,112               | 非開示              | 非開示              | 非開示              | 非開示              | [ 利用客数 2 ]                |
| 2001年（平成13年）  |                     |                     | 4,815               | 非開示              | 非開示              | 非開示              | 非開示              | [ 利用客数 3 ]                |
| 2002年（平成14年）  |                     |                     | 4,516               | 非開示              | 非開示              | 非開示              | 非開示              | [ 利用客数 4 ]                |
| 2003年（平成15年）  |                     |                     | 4,377               | 非開示              | 非開示              | 非開示              | 非開示              | [ 利用客数 5 ]                |
| 2004年（平成16年）  |                     |                     | 4,491               | 非開示              | 非開示              | 非開示              | 非開示              | [ 利用客数 6 ]                |
| 2005年（平成17年）  |                     |                     | 4,511               | 非開示              | 非開示              | 非開示              | 非開示              | [ 利用客数 7 ]                |
| 2006年（平成18年）  |                     |                     | 4,471               | 非開示              | 非開示              | 非開示              | 非開示              | [ 利用客数 8 ]                |
| 2007年（平成19年）  |                     |                     | 4,439               | 非開示              | 非開示              | 非開示              | 非開示              | [ 利用客数 9 ]                |
| 2008年（平成20年）  |                     |                     | 4,337               | 非開示              | 非開示              | 非開示              | 非開示              | [ 利用客数 10 ]               |
| 2009年（平成21年）  |                     |                     | 4,181               | 非開示              | 非開示              | 非開示              | 非開示              | [ 利用客数 11 ]               |
| 2010年（平成22年）  |                     |                     | 4,049               | 非開示              | 非開示              | 非開示              | 非開示              | [ 利用客数 12 ]               |
| 2011年（平成23年）  |                     |                     | 3,688               | 非開示              | 非開示              | 非開示              | 非開示              | [ 利用客数 13 ]               |
| 2012年（平成24年）  | 2,248               | 2,313               | 4,562               | 1,804               | 646                 | 2,451               |                     | [ 利用客数 14 ] [ 新幹線 2 ]  |
| 2013年（平成25年）  | 2,189               | 2,425               | 4,614               | 1,728               | 657                 | 2,386               |                     | [ 利用客数 15 ] [ 新幹線 3 ]  |
| 2014年（平成26年）  | 2,126               | 2,274               | 4,401               | 1,677               | 617                 | 2,295               |                     | [ 利用客数 16 ] [ 新幹線 4 ]  |
| 2015年（平成27年）  | 2,082               | 2,378               | 4,461               | 1,635               | 644                 | 2,280               |                     | [ 利用客数 17 ] [ 新幹線 5 ]  |
| 2016年（平成28年）  | 2,063               | 2,412               | 4,476               | 1,609               | 631                 | 2,241               |                     | [ 利用客数 18 ] [ 新幹線 6 ]  |
| 2017年（平成29年）  | 2,042               | 2,385               | 4,428               | 1,595               | 628                 | 2,224               |                     | [ 利用客数 19 ] [ 新幹線 7 ]  |
| 2018年（平成30年）  | 2,048               | 2,349               | 4,398               | 1,586               | 656                 | 2,243               |                     | [ 利用客数 20 ] [ 新幹線 8 ]  |
| 2019年（令和元年）  | 1,934               | 2,377               | 4,312               | 1,478               | 739                 | 2,218               |                     | [ 利用客数 21 ] [ 新幹線 9 ]  |
| 2020年（令和02年）  | 835                 | 2,204               | 3,040               | 512                 | 728                 | 1,240               | −44.1%              | [ 利用客数 22 ] [ 新幹線 10 ] |
| 2021年（令和03年）  | 955                 | 2,247               | 3,203               | 632                 | 720                 | 1,352               | 9.0%                | [ 利用客数 23 ] [ 新幹線 11 ] |
| 2022年（令和04年）  | 1,319               | 2,242               | 3,562               | 956                 | 774                 | 1,731               | 28.0%               | [ 利用客数 24 ] [ 新幹線 12 ] |
| 2023年（令和05年）  | 1,621               | 2,294               | 3,915               | 1,211               | 812                 | 2,024               | 117.3%              | [ 利用客数 1 ] [ 新幹線 1 ]   |

## 駅周辺
駅前には「大槻三賢人」（大槻玄沢・大槻磐渓・大槻文彦）の銅像がある。
- 一関商工会館
- 一関文化センター・体育館
- 一関市立一関図書館
- 一関郵便局
- 一関駅前郵便局
- 一関学院高等学校
- 岩手銀行 一関支店
- 北日本銀行 一関支店
- 東北銀行 一関支店
- 一関信用金庫 駅前支店
- 岩手日日新聞社 本社
- 富士通ゼネラルエレクトロニクス 本社・工場
- 国道284号
- 磐井川
- 釣山公園（一関城跡）
- 東横イン一ノ関駅前
- ジョイス 三関店

駅前にある大槻三賢人像
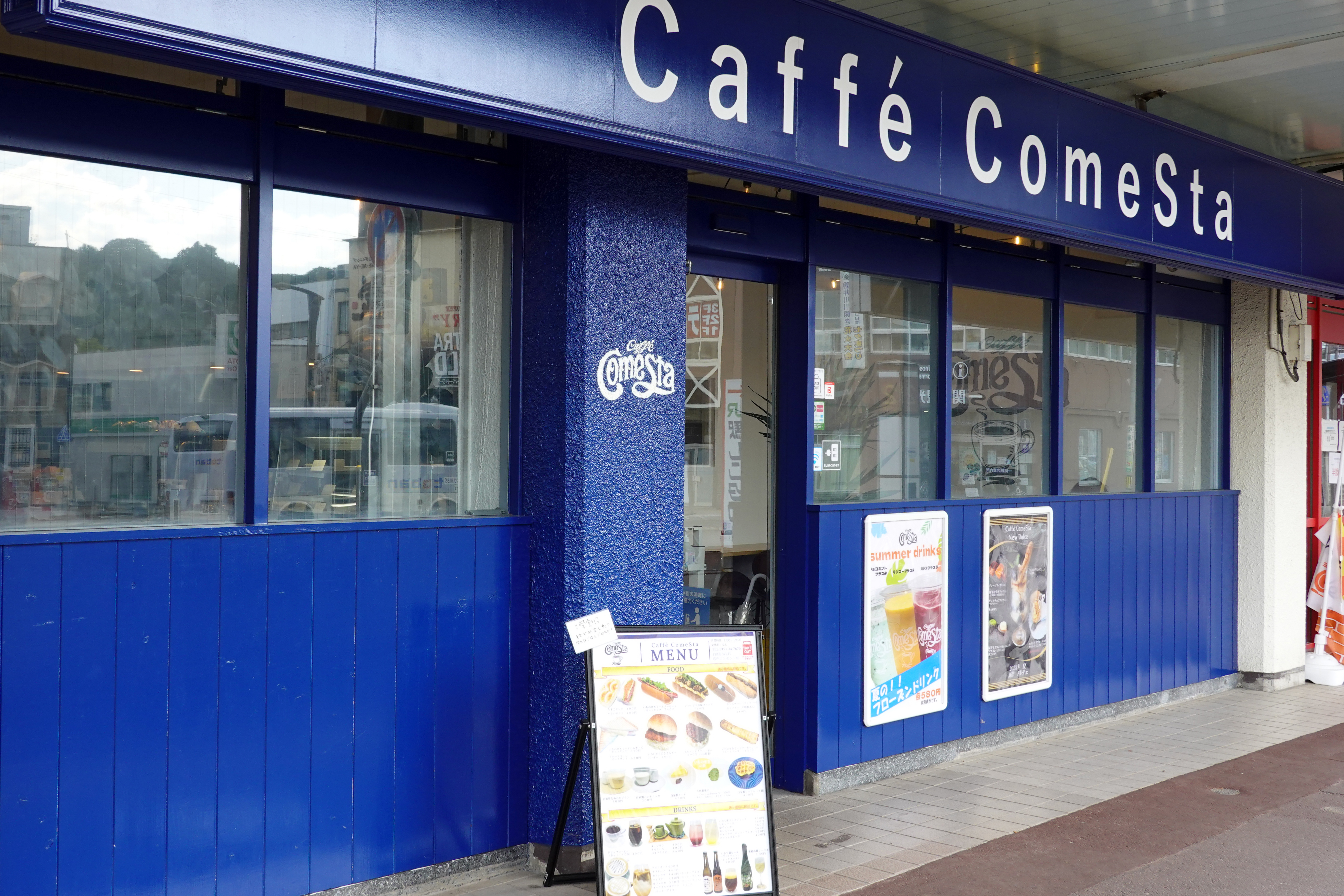
駅舎1階のカフェ「Café ComeSta」
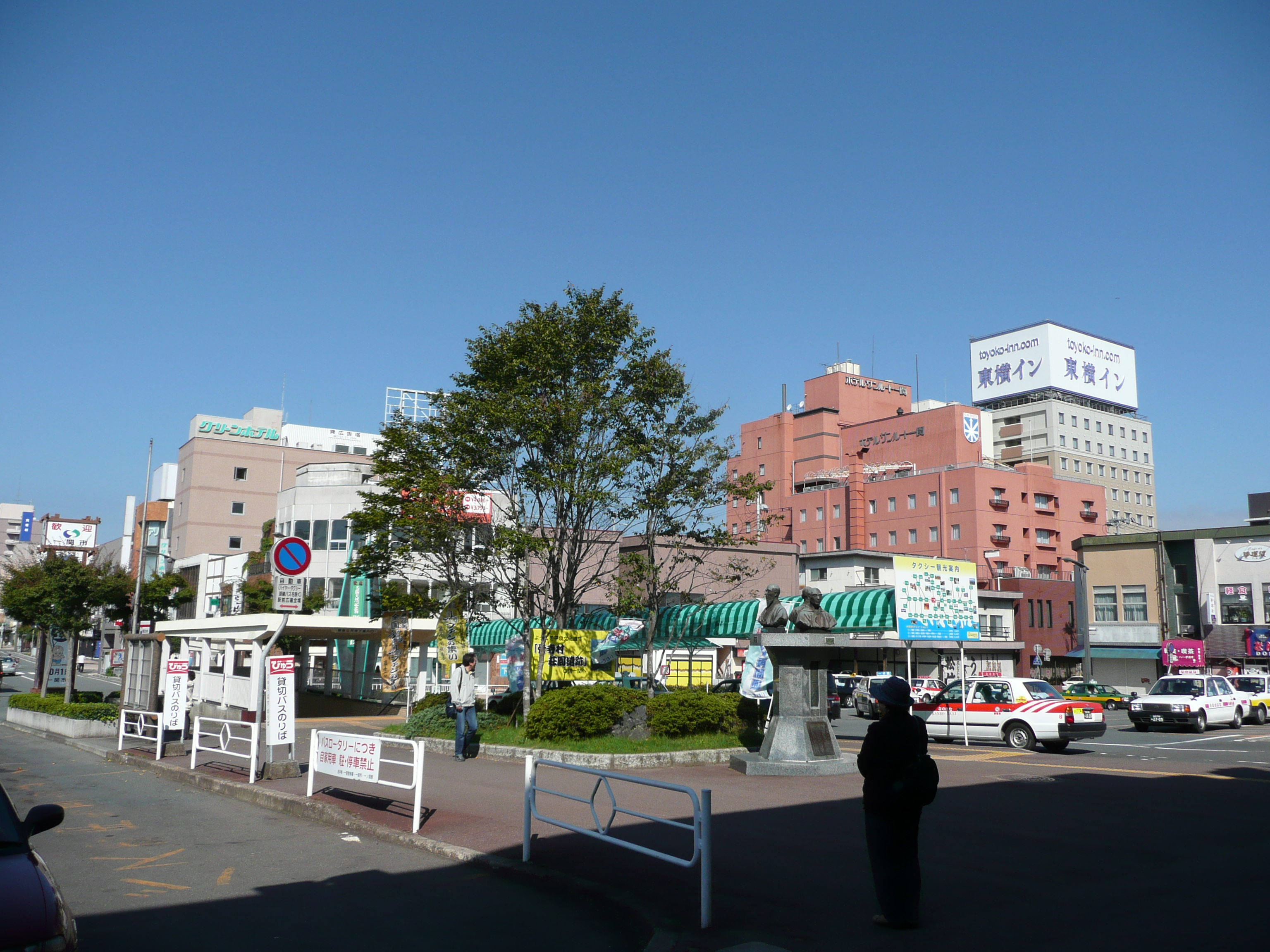
駅前（2010年10月）
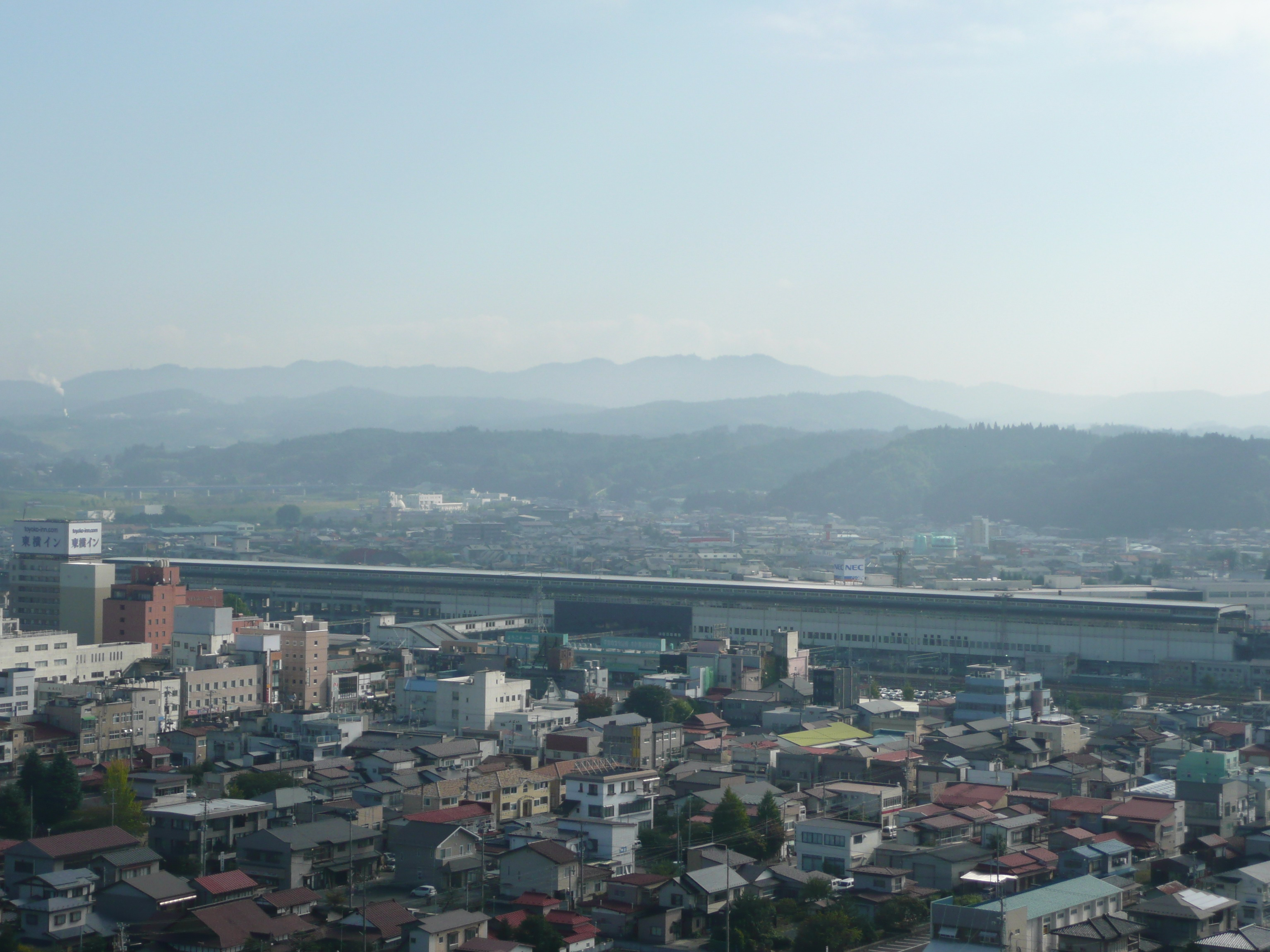
釣山公園から望む駅遠景（2010年10月）

## バス路線
| のりば              | 運行事業者                          | 系統（路線）・行先 | 備考                     |
| ------------------- | ----------------------------------- | --- | ------------------------ |
| 1                   | - 東日本急行 - 岩手急行バス         | 高速バス「仙台 - 一ノ関線」：仙台駅前／中尊寺 | 中尊寺行は4 - 11月に運行 |
| 2                   | 栗原市民バス （岩ヶ崎観光タクシー） | 一関線：栗駒病院前 |                          |
| 3                   | 東磐交通                            | 一関線：陸中箱石 |                          |
| 4                   | 栗原市民バス （ミヤコーバス）       | 築館一関線：伊豆三丁目 |                          |
| 5                   | 岩手県交通                          | - 特急「一関大船渡線」：立根 - 特急「一関気仙沼線」：気仙沼市役所前                                                                                     |                          |
| 6                   | 岩手県交通                          | - 02・03：千厩バスターミナル - 55：関が丘 |                          |
| 7                   | 岩手県交通                          | - 53：一関営業所 - 61：竹山／涌津下町 |                          |
| 8                   | 岩手県交通                          | - 54：中田団地市営アパート - 一関市コミュニティバス（なの花バス）                                                                                       |                          |
| 9                   | 岩手県交通                          | - 10：渓泉閣前 - 11：瑞泉閣前 - 12：須川温泉 - 56：一関清明支援学校                                                                                     |                          |
| 10                  | 岩手県交通                          | - 21：イオン前沢 - 51・52：磐井・南光病院前 - 夜行高速バス「けせんライナー」：池袋駅西口／釜石営業所 - 平泉・一関定期観光バス：舟下りコース・義経コース |                          |
| 東口 交流センター裏 | オリオンバス                        | 東京駅・TDL |                          |

## その他

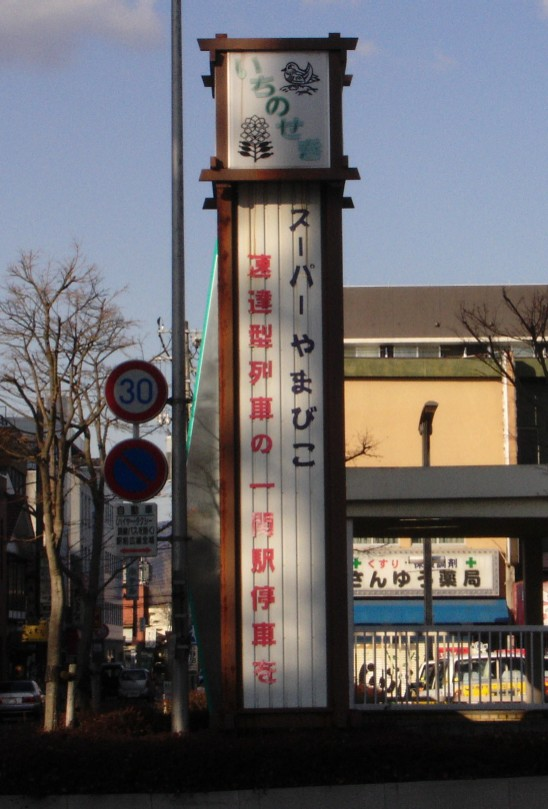
新幹線の速達タイプの列車の停車を要望する看板。後に、同看板は撤去されている（2007年2月）

- 1990年（平成2年）3月10日のくりこま高原駅の開業に伴い、一時的ではあるが新幹線駅の利用客がわずかに減少した事があった。この際、近辺自治体および関係団体などにより、主要駅のみ停車する速達タイプの「やまびこ」（いわゆる「スーパーやまびこ号」、後の「はやて」、現在の「はやぶさ」に相当）の一ノ関駅停車本数の増加を求める陳情や運動がなされた。なお、近年は新幹線駅の利用客数は安定して推移しており、岩手県南部の主要都市および観光地への出入口としての役割も持つ県南最大規模のターミナル駅として機能している。
- 駅舎上にある看板には長年、『「平泉の文化遺産」を世界遺産登録へ』と書かれていたが、2011年（平成23年）6月に平泉がユネスコの世界遺産リストに登録されたことに伴い、『「世界遺産」浄土の風薫る“平泉”』に変更された。
- 在来線でのSuicaなどのIC乗車券の取り扱いについては2014年（平成26年）から仙台エリアに編入する形で対応しているが、Suica一部対応駅という扱いになっているため、みどりの窓口での発売・払いもどし・再発行などの処理は行っていない[報道 1]。
- 構内に転車台が残る。

## 隣の駅
※■秋田新幹線「こまち」（当駅は95・96号のみ停車）を含む新幹線と臨時快速の隣の駅の停車駅は各列車記事を参照のこと。
東日本旅客鉄道（JR東日本）
 東北・北海道新幹線
くりこま高原駅 - 一ノ関駅 - 水沢江刺駅
■東北本線
有壁駅 - 一ノ関駅 - 山ノ目駅
■大船渡線
- 臨時快速「ポケモントレイン気仙沼号」発着駅

■普通
一ノ関駅 - 真滝駅

### 記事本文